# Gmina Veliko Trgovišće
Gmina Veliko Trgovišće (chorw. Općina Veliko Trgovišće) – gmina w Chorwacji, w żupanii krapińsko-zagorskiej. W 2011 roku liczyła 4945 mieszkańców.